# France Mihelič

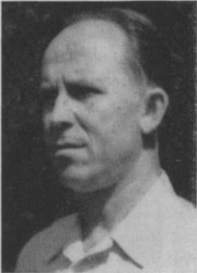
Mihelič (1965)

France Mihelič (* 27. April 1907 in Virmaše; † 1. August 1998 in Ljubljana) war ein slowenischer Kunstmaler, bekannt für seine surrealistischen Malerei.

## Leben
Miheličs Geburtsstadt liegt in der Nähe von Škofja Loka, dort absolvierte er seine Schulausbildung. Danach studierte er 1927–1931 an der Zagreber Akademie der freien Künste. Er betätigte sich anschließend als freischaffender Künstler auf verschiedenen Gebieten und übernahm ein Lehramt für Zeichnen am Gymnasium Ptuj.
Im Jahr 1939 eröffnete er in einem Internat in Ptuj die erste öffentliche Gemäldegalerie des Ortes. Hier zeigte er auch den verstorbenen Kurent, oberster Gott der heidnischen Slowenen. Dieses Bild gilt als Schlüsselfigur in Mihaličs gesamtem Schaffen, ja es wird als bedeutendstes Werk der slowenischen Zwischenkriegsmalerei angesehen.
Mehrfach erhielt der Maler Auszeichnungen für seine Arbeiten, darunter:
die dreimalige Vergabe des nach France Prešeren benannten Kunstpreises, und zwar 1949 für seine Gemälde Kolona v snegu (Spalte/Säule im Schnee) und Vaška ječa (Dorfgefängnis), im Jahr 1955 für sein graphisches Gesamtwerk und 1965 für die Ausstattung und die Puppen der Performance Sinja ptica (Blauer Vogel) des Ljubljana Puppentheaters.
Außerdem wurde Mihelič viermal der Levstik Award verliehen: 1949 für die Buchillustrationen zu Prežihov Vorancs Solzice (Maiglöckchen), 1951 für die Illustrationen zu Fran Levstiks Najdihojca, 1952 für die künstlerische Ausgestaltung des Buches Pestrna (Tagesmutter) von France Bevk und 1956 für Mira Miheličs Štirje letni časi (Vier Jahreszeiten).
Im Jahr 1978 ehrte die damalige Staatliche jugoslawische Akademie Mihalič mit dem Jakopič Award für sein künstlerisches Lebenswerk.
Das gesamte Œuvre vermachte der Künstler der Stadt Ptuj.

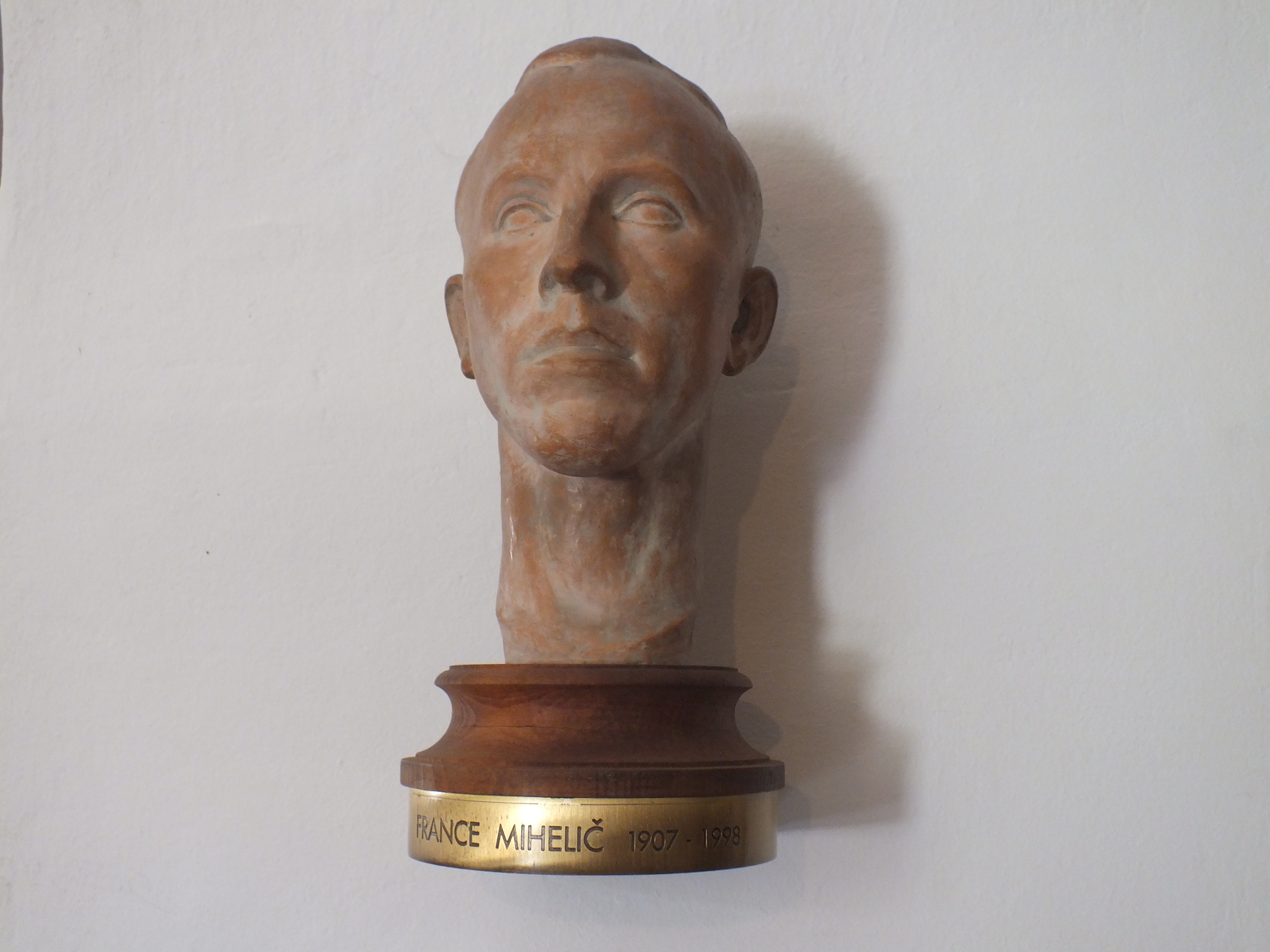
Büste in der Ptujer Kunstgalerie auf einer Wandkonsole

## Ehrungen

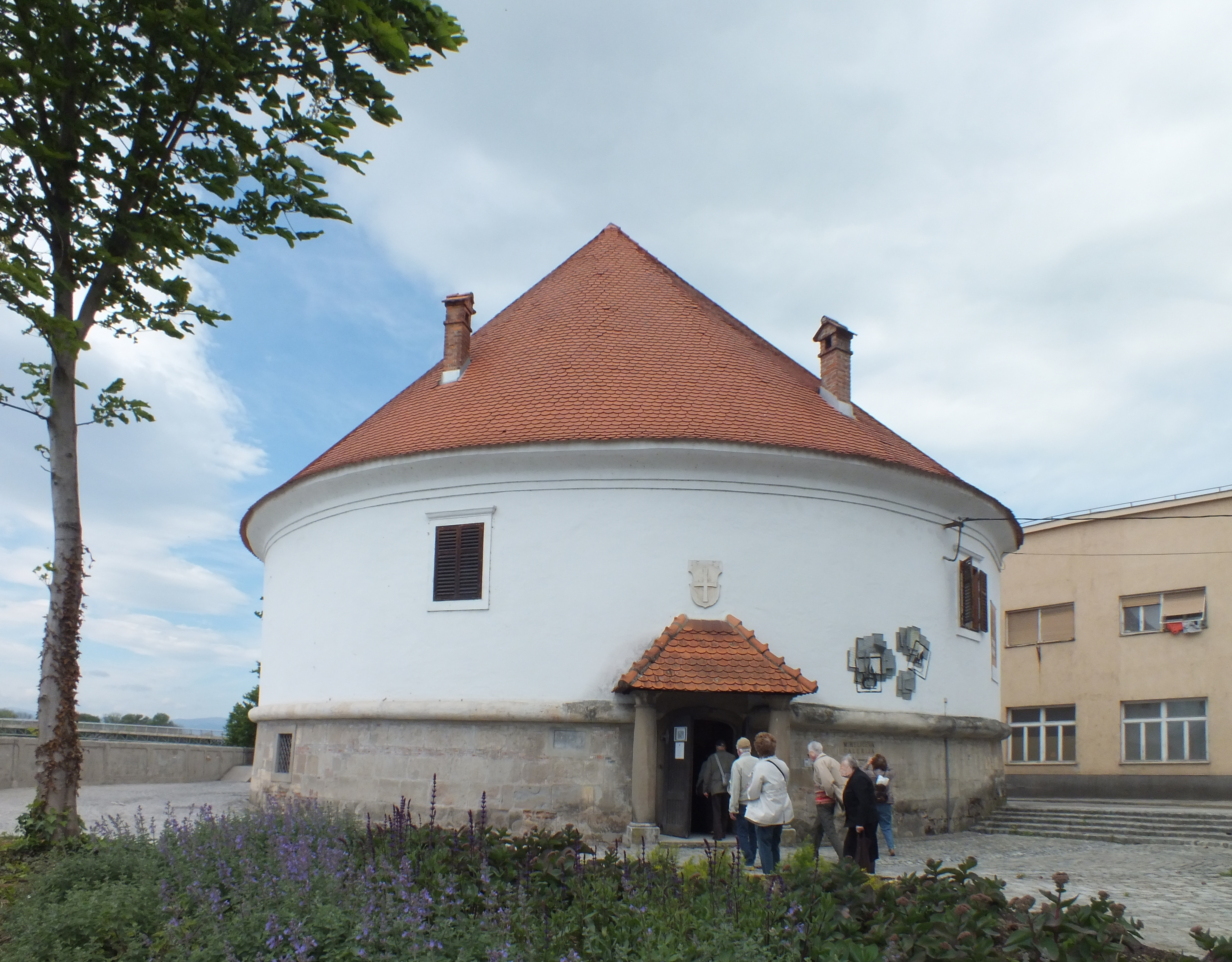
Filiale der Kunstgalerie in Ptuj

In der Stadt Ptuj steht am Ufer des Flusses Drau in der Straße Prešernova 29 eine historische Rotunde aus dem Jahr 1551, die Teil des Stadtverteidigungssystems gewesen ist. Dieser Turm stellt die städtische Kunstgalerie dar, die Mihalics Namen trägt.